# Porter-Felsenratte
Die Porter-Felsenratte (Aconaemys porteri) ist ein im westlichen Südamerika verbreitetes Nagetier in der Familie der Trugratten. Die Population zählte bis in die 1990er Jahre als Synonym der Südamerikanischen Felsenratte (Aconaemys fuscus). Die Art ist nach dem chilenischen Entomologen und Zoologen Carlos Emilio Mosso Porter benannt, einem Mitbegründer der Chilenischen Gesellschaft für Zoologie.

## Merkmale
Erwachsene Exemplare erreichen eine Kopf-Rumpf-Länge von 148 bis 192 mm, eine Schwanzlänge von 68 bis 85 mm und ein Gewicht von 105 bis 160 g. Die Hinterfüße sind 30 bis 37 mm lang und die Länge der Ohren beträgt 20 bis 22 mm. Das lange Fell der Oberseite mit etwa 13 mm langen Haaren ist braun und auf der Unterseite kommt rotbraunes Fell vor. Der Schwanz besitzt eine dunkle Oberseite und eine helle Unterseite. Ein diploider Chromosomensatz mit 58 Chromosomen (2n=58) kommt nur bei dieser Art innerhalb der Gattung vor.

## Verbreitung und Lebensweise
Dieses Nagetier lebt zwischen den Vulkanen Villarrica und in Puyehue Chile sowie im Nationalpark Lanin und Nationalpark Nahuel Huapi in Argentinien. Es bewohnt Wälder mit Scheinbuchen (Nothofagus) und einem dichten Unterwuchs aus Bambus. Die Art hält sich zwischen 900 und 2000 Meter Höhe auf.
Kleinere Gruppen leben in einem Tunnelsystem zusammen. Die Nahrung besteht aus jungen Trieben, dünnen Stängeln und Blättern von Bambus sowie aus anderen Pflanzenteilen. Gelegentlich werden Vorräte angelegt. Exemplare in Gefangenschaft waren nicht aggressiv. Der helle Schrei der Porter-Felsenratte ist nur für Personen mit gutem Gehör wahrnehmbar. Die Art kann tag- und nachtaktiv sein. Ende Oktober war ein Weibchen mit drei Nachkommen trächtig.

## Gefährdung
Zu möglichen Bedrohungen und zur Populationsgröße gibt es keine Angaben. Die IUCN listet die Porter-Felsenratte mit unzureichende Datenlage (data deficient).